# Tour des Flandres 1983
Le Tour des Flandres 1983 est la 67e édition du Tour des Flandres. La course a lieu le 3 avril 1983, avec un départ à Saint-Nicolas et une arrivée à Meerbeke sur un parcours de 272 kilomètres. 
Le Néerlandais Jan Raas s'impose en solitaire devant les Belges Ludo Peeters et Marc Sergeant.

## Classement final
|    | Coureur             | Pays      | Équipe                               | Temps           |
| -- | ------------------- | --------- | ------------------------------------ | --------------- |
| 1  | Jan Raas            | Pays-Bas  | TI-Raleigh-Campagnolo                | 6 h 37 min 27 s |
| 2  | Ludo Peeters        | Belgique  | TI-Raleigh-Campagnolo                | +1 min 21 s     |
| 3  | Marc Sergeant       | Belgique  | Europdecor-Dries-Eddy Merckx         | m.t.            |
| 4  | Luc Colijn          | Belgique  | Fangio-Tonissteiner-O.m.trucks-Mavic | m.t.            |
| 5  | Guy Nulens          | Belgique  | Jacky Aernoudt-Rossin-Campagnolo     | m.t.            |
| 6  | Paul Haghedooren    | Belgique  | Euro Shop-Splendor                   | m.t.            |
| 7  | Michel Pollentier   | Belgique  | Safir-Van de Ven-Moser               | m.t.            |
| 8  | Johan van der Velde | Pays-Bas  | TI-Raleigh-Campagnolo                | m.t.            |
| 9  | Phil Anderson       | Australie | Peugeot-Shell-Michelin               | +6 min 22 s     |
| 10 | Jan Bogaert         | Belgique  | Europdecor-Dries-Eddy Merckx         | m.t.            |